# Моджево
Моджево (пол. Modrzewo, нім. Moderow) — село в Польщі, у гміні Сухань Старгардського повіту Західнопоморського воєводства.
Населення — 156 осіб (2011).
У 1975-1998 роках село належало до Щецинського воєводства.

## Демографія
Демографічна структура станом на 31 березня 2011 року:
|          | Загалом | Допрацездатний вік | Працездатний вік | Постпрацездатний вік |
| -------- | ------- | ------------------ | ---------------- | -------------------- |
| Чоловіки | 75      | 15                 | 56               | 4                    |
| Жінки    | 81      | 14                 | 51               | 16                   |
| Разом    | 156     | 29                 | 107              | 20                   |